# Liste der Biografien/Rico
Liste der Biografien |
Portal Biografien |
Personensuche
# |
A |
B |
C |
D |
E |
F |
G |
H |
I |
J |
K |
L |
M |
N |
O |
P |
Q |
R |
S |
T |
U |
V |
W |
X |
Y |
Z |
?
 
Ra |
Rb |
Rd |
Re |
Rh |
Ri |
Rj |
Rk |
Rl |
Rm |
Rn |
Ro |
Rr |
Rs |
Rt |
Ru |
Rv |
Rw |
Rx |
Ry |
Rz
 
Ria |
Rib |
Ric |
Rid |
Rie |
Rif |
Rig |
Rih |
Rii |
Rij |
Rik |
Ril |
Rim |
Rin |
Rio |
Rip |
Riq |
Rir |
Ris |
Rit |
Riu |
Riv |
Riw |
Rix |
Riy |
Riz
 
Rica |
Ricb |
Ricc |
Rice |
Rich |
Rici |
Rick |
Ricl |
Rico |
Ricq |
Rics |
Rict |
Ricu |
Ricz
Die Liste der Biografien führt alle Personen auf, die in der deutschsprachigen Wikipedia einen Artikel haben. Dieses ist eine Teilliste mit 41 Einträgen von Personen, deren Namen mit den Buchstaben „Rico“ beginnt.

## Rico
- Rico (* 1989), deutscher Rapper
- Rico Carabias, María de las Mercedes (1945–2022), spanische Diplomatin und Botschafterin
- Rico Ferrat, Carlos Marcelino (1950–2010), mexikanischer Botschafter
- Rico García, Jesús (* 1954), spanischer römisch-katholischer Geistlicher und Bischof von Ávila
- Rico Rego, Manuel (* 1952), spanischer Dichter, Erzähler und Literaturkritiker
- Rico y Ortega, Martín (1833–1908), spanischer impressionistischer Maler
- Rico, Alba (* 1989), spanische Schauspielerin und Sängerin
- Rico, Álvaro (* 1996), spanischer Film- und TheaterschauspielerÁlvaro Rico (* 1996)

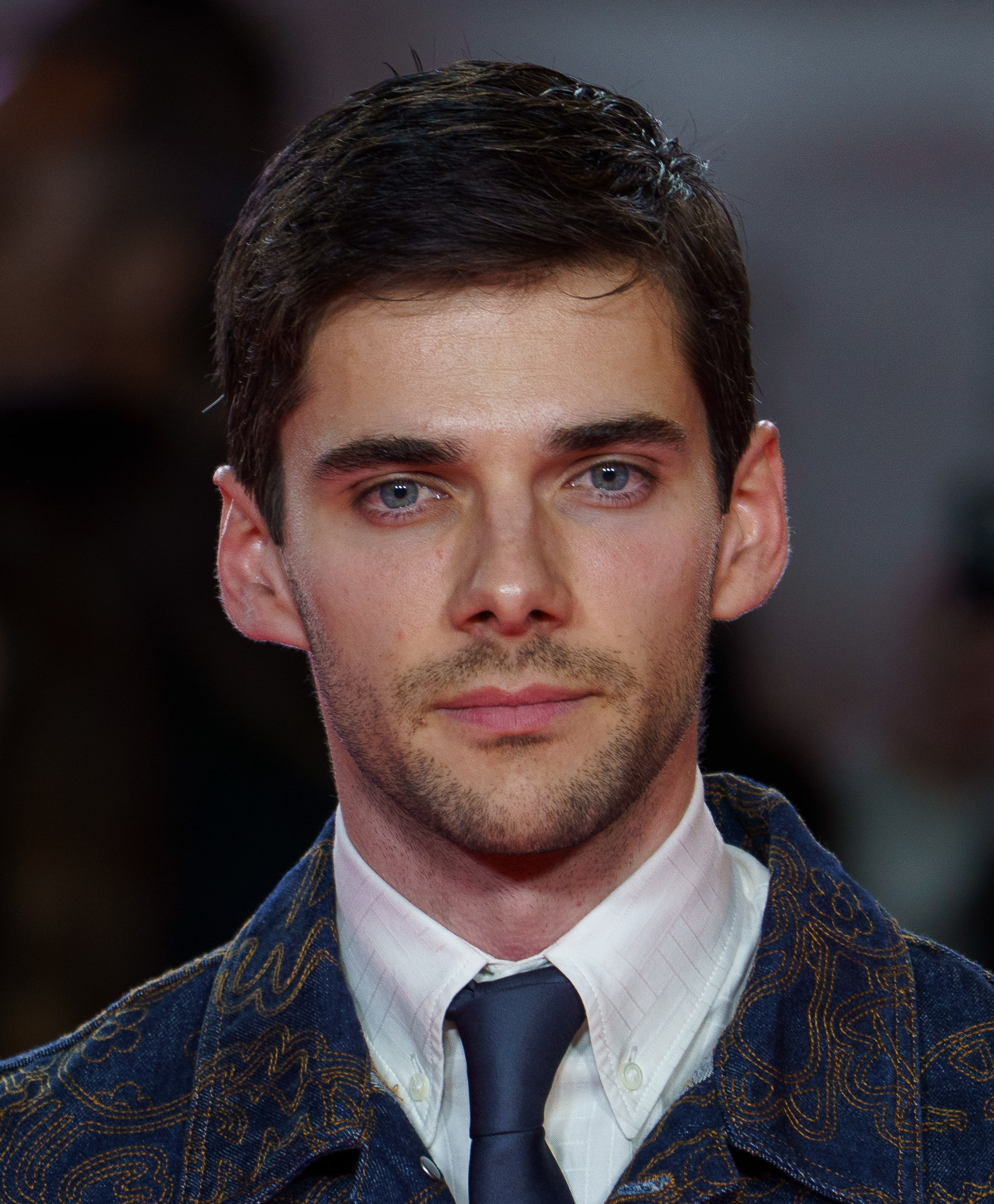
Álvaro Rico (* 1996)

- Rico, Diego (* 1993), spanischer Fußballspieler
- Rico, Eugenia (* 1972), spanische Autorin
- Rico, Francisco (1942–2024), spanischer Hochschullehrer, Hispanist, Literaturwissenschaftler und Autor
- Rico, Gabriele (1937–2013), US-amerikanische Dozentin für Anglistik und Kunstpädagogik an der San Jose State University und eine Schreiblehrerin
- Rico, Guillermo (1920–2013), argentinischer Tangosänger, Schauspieler und Fernsehmoderator
- Rico, José de (* 1982), spanischer DJ, Produzent und Songwriter
- Rico, Juan Bautista (1561–1618), spanischer Ordensgründer und Heiliger der katholischen Kirche
- Rico, Lorenzo (* 1962), spanischer Handballspieler
- Rico, Mikel (* 1984), spanischer Fußballspieler
- Rico, Paquita (1929–2017), spanische Copla-Sängerin und Schauspielerin
- Rico, Régulo (1877–1960), venezolanischer Komponist und Musikpädagoge
- Rico, Sergio (* 1993), spanischer Fußballtorhüter

### Ricoc
- Ricochet (* 1988), US-amerikanischer Wrestler

### Ricoe
- Ricœur, Paul (1913–2005), französischer PhilosophPaul Ricœur (1913–2005)

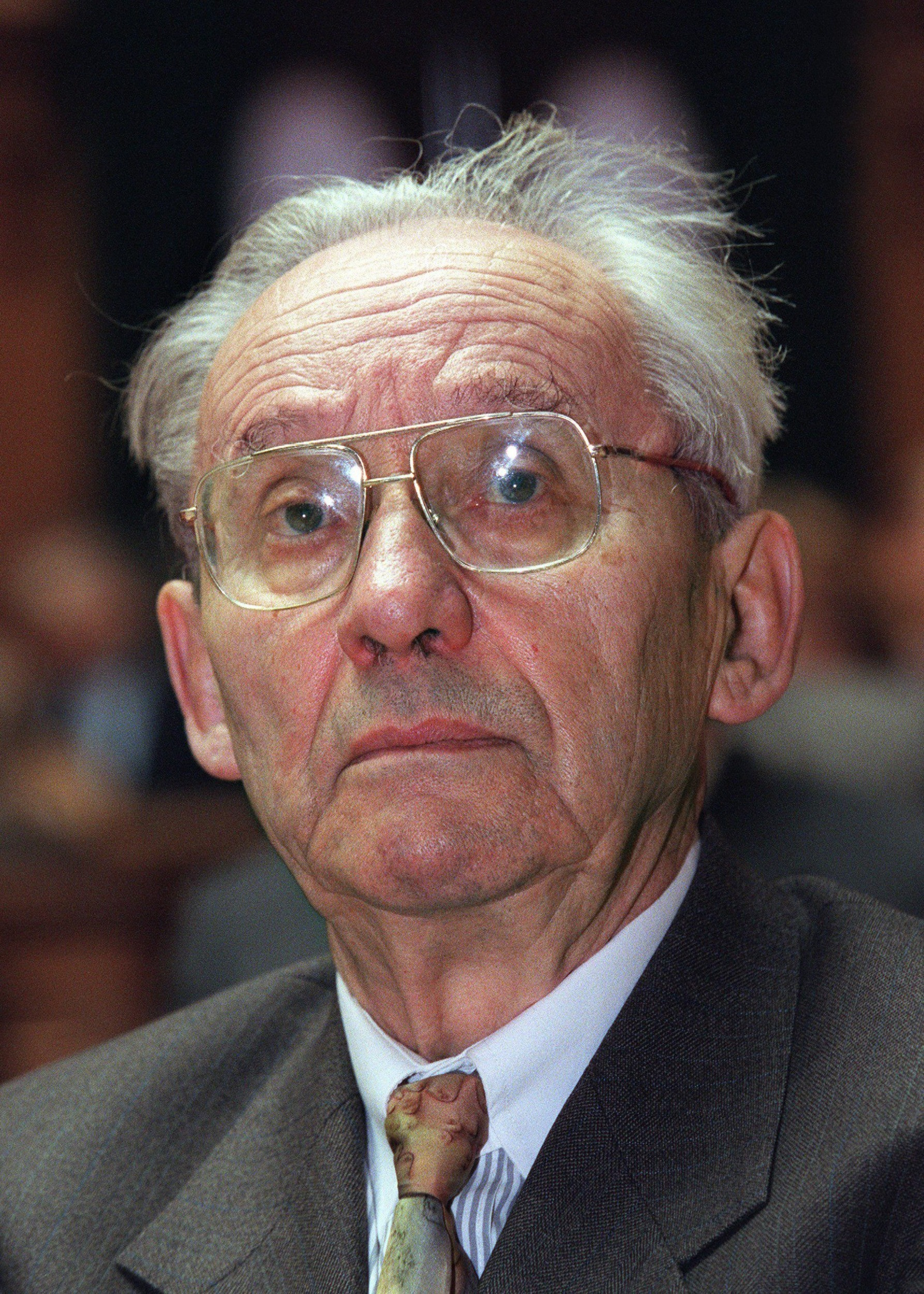
Paul Ricœur (1913–2005)

### Ricol
- Ricol, René (* 1950), französischer Wirtschaftsprüfer
- Ricoldo da Monte di Croce († 1320), Orientmissionar
- Ricolf, Bischof von Köln
- Ricolfi Doria, Marina (* 1935), Schweizer Wasserskifahrerin
- Ricolfi-Doria, René (1901–1970), Schweizer Schwimmer und Wasserballspieler
- ricoloop (* 1968), deutscher Liedermacher, Songwriter und Sänger

### Ricor
- Ricord, Philippe (1800–1889), französischer Chirurg und Arzt für Geschlechtskrankheiten
- Ricordi, Giovanni (1785–1853), italienischer Musikverleger und der Gründer des Musikverlages Casa Ricordi
- Ricordi, Giulio (1840–1912), italienischer Musikverleger und Komponist
- Ricordi, Tito (1811–1888), italienischer Musikverleger
- Ricordi, Tito (1865–1933), italienischer Musikverleger

### Ricot
- Ricotta, Marco (* 1976), italienischer Westernreiter
- Ricotti, Ercole (1816–1883), italienischer Geschichtsschreiber und Politiker
- Ricotti, Frank (* 1949), britischer Jazz- und Studiomusiker
- Ricotti-Magnani, Cesare (1822–1917), italienischer Generalleutnant und Politiker, Mitglied der Camera dei deputati

### Ricou
- Ricouard, André Marcel (1912–1944), französischer Kriegsgefangener und Opfer der NS-Justiz
- Ricouart d’Hérouville, Antoine (1713–1782), französischer Militär und Wissenschaftler
- Ricour, Maurine (* 1991), belgische Triathletin

### Ricov
- Ricoveri, Marcello (* 1941), italienischer Diplomat